# Magnolia changhungtana
Espèce
Statut de conservation UICN

 DD  : Données insuffisantes
Magnolia changhungtana est une espèce de plantes à fleurs de la famille des Magnoliaceae. C'est un arbre trouvé en Chine.

## Description
C'est un arbre.

## Répartition et habitat
L'espèce est trouvée en Chine (Guizhou, Guangdong).
Elle pousse en milieu subtropical.